# Beherit
Beherit er et finsk black metal-band. Det blev stiftet i 1989 som et af de første finske black metal-bands, og blev opløst i 1996. Forinden havde frontmand Nuclear Holocausto Vengeance udgivet to dark ambient-album under bandnavnet Beherit.
Bandet blev gendannet i 2007, og har i 2009 udgivet deres seneste studiealbum, Engram.

## Medlemmer
- Nuclear Holocausto Vengeance – Vokal, guitar, keyboards, programmering
- Sodomatic Slaughter – trommer
- Ancient Corpse Desekrator – guitar
- Abyss, Twisted Baptizer – bas

### Tidligere medlemmer
- Demon Fornication – bas
- Black Jesus – bas
- Necroperversor – trommer
- Kimmo Luttinen – trommer
- GoatGoddess of Necrosodomy – keyboard

## Diskografi

### Studiealbum
- 1993: Drawing Down the Moon
- 1994: H418ov21.C
- 1995: Electric Doom Synthesis
- 2009: Engram
- 2011: At the Devil's Studio 1990

### Ep'er
- 1990: Dawn of Satan's Millennium
- 1993: Messe Des Morts

### Splitalbum
- 1991: Beherit / Death Yell (med Death Yell)
- 1999: Messe des Morts / Angelcunt (med Archgoat)

### Opsamlingsalbum
- 1991: The Oath of Black Blood
- 1999: Beast of Beherit: Complete Worxxx

### Demoer
- 1990: Seventh Blasphemy
- 1990: Morbid Rehearsals
- 1990: Demonomancy
- 1991: Unavngivet demo
- 1992: Unavngivet demo